# Mahmoud Ashour
Mahmoud Mohamed Ashour (arabisch محمود محمد عاشور, DMG Maḥmūd Muḥammad ʿĀšūr; * 10. November 1976) ist ein ägyptischer Fußballschiedsrichter.
Seit über zehn Jahren leitet Ashour Spiele in der Egyptian Premier League; bisher hatte er über 130 Einsätze.
Seit 2021 steht er als Videoschiedsrichter auf der Liste der FIFA-Schiedsrichter.
Beim olympischen Fußballturnier 2020 in Tokio wurde Ashour als Videoschiedsrichter eingesetzt.